# Fontaines-sur-Grandson
Fontaines-sur-Grandson is een gemeente en plaats in het Zwitserse kanton Vaud, en maakt deel uit van het district Jura-Nord vaudois.
Fontaines-sur-Grandson telt 137 inwoners.